# Centrochelys burchardi
Espèce
Centrochelys burchardi est une espèce fossile de tortues terrestres de la famille des Testudinidae. Elle vivait au Pléistocène moyen sur l'île de Tenerife, dans les îles Canaries.

## Historique
Les restes de cette espèce les plus connus sont un nid d'œufs fossilisés qui ont été trouvés dans un sol volcanique, dans le sud de Tenerife, dans la municipalité d'Adeje. Des restes d'os et de carapaces ont également été découverts.

## Description

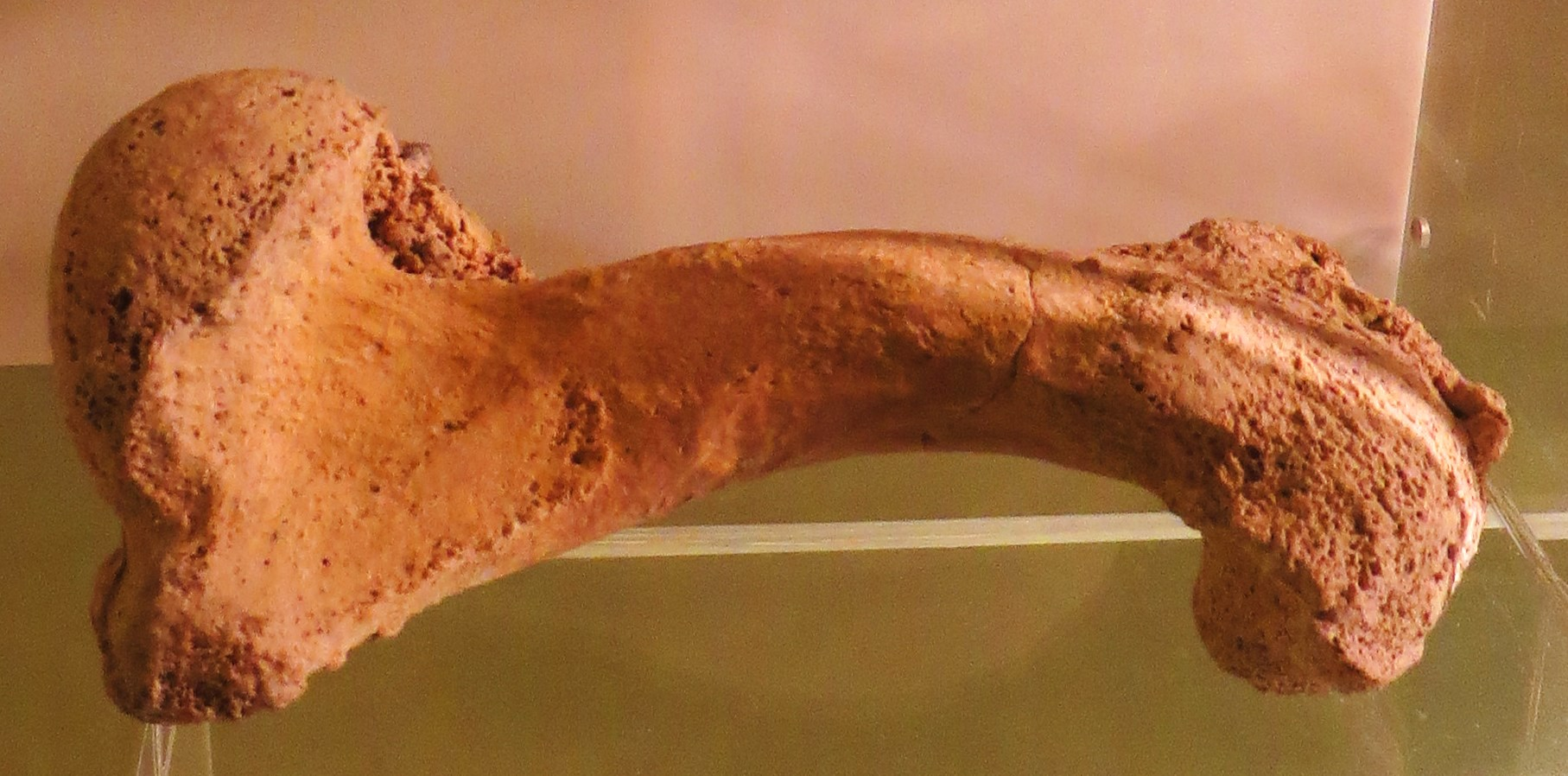
Fossile au Musée de la Nature et de l'Homme de Santa Cruz de Tenerife.

Il s'agit d'une tortue terrestre de grande taille, avec une carapace longue d'environ 80 cm.

## Aire géographique
Centrochelys burchardi était endémique de l'île de Tenerife, dans les îles Canaries,.

## Datation
Les restes fossiles de Centrochelys burchardi trouvés sur l'ile de Tenerife sont datés du Pléistocène moyen. Son extinction serait peut-être due à des évènements volcaniques antérieurs à l'arrivée des humains sur l'ile.

## Autres iles
Une autre espèce éteinte, Centrochelys vulcanica, a vécu sur l'ile de Grande Canarie. Sur les iles de Fuerteventura et Lanzarote, des œufs fossiles de deux espèces non encore identifiées de tortues géantes ont été signalés.